# Таборинское княжество
Табо́ринское княжество — сибирско-татарское, русское, финноугорское и мансийское княжество (улус) на севере Западной Сибири, была некоторое время в зависимости от Сибирского ханства. Правила династия Табориных.

## Правители
Князья:
- Кильдей
- Баюраско Лариков

Мурзы (табаринская волость):
- Боча мурза
- Булубай Лариков мурза
- Емелдяш Кудашев мурза
- Ак-Сеит Емелдяшев мурза
- Елка Курташев мурза

## История
Относительно времени образования нет чётких сведений. Княжество занимало земли в устье реки Табары (современная река Таборинка), притоке Тавды. Здесь находилась столица княжества — Табаринский городок. В княжестве проживали русские, финоугры, позже после покорения княжества Сибирским Ханством, татары стали большинством.
Правила в Таборинском княжестве династия Табориных, которая происходила из финноугорских племён.
Должности в княжестве — мурзы, сотника и улана. Должность князя была выборной, в выборах принимали участие мурзы и сотники. Такой порядок некоторое время сохранялся и после покорения княжества Москвой.
С 1572 до 1594 года таборинский князь вместе с отрядом войска Пелымского княжества сражался против русской армии и их союзников. После поражения Пелыма в 1594 году, Таборинское княжество признало власть Русского царства, некоторое время оставалось зависимым — в 1598 году был избран Боча-мурзу.

## Экономика
Здесь существовало ещё до вторжения русских примитивное земледелие. В 1583 году Ермак на Тавде обирал хлеб в ясак. Позже табаринские татары пашню пахали взгоном, то есть наездом, также табаринцы были известны своими лошадьми, которых разводили. Местные торговцы занимались торговлей лошадьми.